# Oliver Twist (pel·lícula de 1948)
 Oliver Twist és una pel·lícula britànica dirigida per David Lean, estrenada el 1948. Ha estat doblada al català

## Argument
Per a l'argument i les altres adaptacions al cinema, vegeu l'article consagrat a la novel·la Oliver Twist. Aquesta versió cinematogràfica és una de les més fidels a la novel·la. Alguns detalls secundaris de la intriga són eludits, el més important és la fi de la pel·lícula que no ensenya la condemna de Fagin a la pena de mort i els seus últims moments a la seva cel·la on rep la visita d'Oliver.
Aquesta pel·lícula, una de les primeres de David Lean com a realitzador, il·lustra la seva segona trobada amb l'univers de Charles Dickens, després de  Great Expectations, 1946 i, al mateix temps, afirma el renaixement del cinema britànic després de la Segona Guerra Mundial. Oliver Twist  es beneficia d'una fotografia molt polida - donant a certs passatges un aspecte de cinema expressionista - i de decoracions molt detallades, així com d'una interpretació de qualitat, fins al més petit paper secundari, començant per Alec Guinness, irreconeixible. El seu maquillatge jutjat «antisemita» per alguns, va fer d'altra banda néixer una polèmica en el moment de l'estrena de la pel·lícula, sobretot als Estats Units. En aquest país, no es va estrenar fins al 1951 després d'haver sofert 11 minuts de talls per atenuar el paper del jueu Fagin; David Lean va tanmateix destacar que la paraula jueu  mai no fos pronunciada a la pel·lícula.

## Repartiment
- Alec Guinness: Fagin
- Robert Newton: Bill Sikes
- Kay Walsh: Nancy
- John Howard Davies: Oliver Twist
- Francis L. Sullivan: Mr. Bumble
- Josephine Stuart: la mare d'Oliver
- Henry Stephenson: Mr. Brownlow
- Mary Clare: Mrs Corney
- Anthony Newley: Artful Dodger
- Ralph Truman: Monks
- Kathleen Harrison: Mrs Sowerberry
- Gibb Mac Laughlin: Mr. Sowerberry
- Amy Veness: Mrs Bedwin
- Frederick Lloyd: Mr. Grimwig
- Henry Edwards: policia d'alta graduació
- Ivor Barnard: president del consell d'administració
- Maurice Denham: cap de la policia
- Michael Dear: Noah Claypole
- Michael Ripper: Barney
- Peter Bull: arrendatari del « Three Cripples »
- Deidre Doyle: Mrs Thingummy
- Diana Dors: Charlotte
- Kenneth Downey (als crèdits Kenneth Downy): director de l'orfelinat
- W.G. Fay: llibreter
- Edie Martin: Anne
- Fay Middleton: Martha
- Graveley Edwards: Mr. Fang
- John Potter: Charlie Bates
- Maurice Jones: metge de l'orfelinat
- Hattie Jacques, Betty Paul: cantant al « Three Cripples »

## Premis i nominacions

### Premis
- 1948: Millor disseny de producció al Festival de Venècia

### Nominacions
- 1948: Grand International Award al Festival de Venècia per David Lean
- 1949: BAFTA a la millor pel·lícula britànica
- Aquesta pel·lícula forma part de la Llista del BFI de les 50 pel·lícules que s'han de veure abans de fer 14 anys, establerta el 2005 pel British Film Institute.

## Altres adaptacions
- Oliver Twist (pel·lícula de 1909)
- Oliver Twist (pel·lícula de 1912)
- Oliver Twist (pel·lícula de 1920)
- Oliver Twist (pel·lícula de 1922)
- Oliver Twist (pel·lícula de 1933)
- Oliver Twist (pel·lícula de 1933)
- Oliver Twist (pel·lícula de 1982)
- Oliver Twist (pel·lícula de 2005)